# Oniegin (film 1999)
Oniegin (ang. Onegin) – brytyjsko – amerykański melodramat z 1999 roku w reżyserii Marthy Fiennes będący adaptacją poematu dygresyjnego Eugeniusz Oniegin autorstwa Aleksandra Puszkina.

## Obsada
- Ralph Fiennes jako Eugeniusz Onegin
- Liv Tyler jako Tatiana Larina
- Toby Stephens jako Władimir Lenski
- Lena Headey jako Olga Larinа
- Martin Donovan jako Książę Nikitin
- Alun Armstrong jako Zaretski
- Harriet Walter jako Madame Larina
- Irene Worth jako Księżniczka Alina
- Jason Watkins jako Guillot
- Simon McBurney jako Triquet
- Gwenllian Davies jako Anisia
- Margery Withers jako Nanya
- Geoff Mcgivern jako Andriej Pietrowicz